# Alban Hoxha
Alban Bekim Hoxha (Cërrik, 1987. november 23. –) albán válogatott labdarúgókapus, a Partizani Tirana játékosa.
Az albán válogatott tagjaként részt vett a 2016-os Európa-bajnokságon.

## Pályafutása

### Klubcsapatokban
Alban Bekim Hoxha 1987-ben, Cërrik városában született, és a helyi klubban, a Turbina Cerrikben kezdett el futballozni. Néhány év múlva átkerült Albánia második legeredményesebb együtteséhez, a Dinamo Tiranához, és itt írta alá első profi szerződését is – az erős kezdést azonban nem követte hasonló folytatás.
A fővárosi csapatnál egy ideig csak harmadik, majd sokáig második számú hálóőrnek számított, gyakorlatilag csak a kupában és a tét nélküli találkozókon, esetleg riválisai sérülése esetén védett. Hét év alatt mindössze 57 találkozó jutott neki, amelyből 33 az utolsó, 2010–2011-es szezonban jött össze, ekkorra sikerült ugyanis a kezdőbe verekednie magát – a csapat majdnem ki  esett az albán élvonalból.
A kölcsönben több albán és koszovói kis csapatot is megjárt kapus ekkor a kiesés ellen küzdő Kastrioti Kruje együtteséhez igazolt, azonban mivel itt is csak csereként számítottak rá, egy szezon után továbbállt a szintén nem túl jelentős Besa Kavaje csapatához, ahol bár kezdő volt, ismét nem maradt egy évnél tovább. 2013 nyarán igazolt a frissen feljutó Partizanihoz, ahol nem csak az egyes mezt és az ezzel járó kezdőpozíciót, de a csapatkapitányi karszalagot is rögtön megkapta.
Lehet, hogy csak a bizalom hiányzott, Hoxha ugyanis valósággal megtáltosodott új csapatánál – első idényében ötödik, a másodikban harmadik, a 2015-16-os szezon végén pedig második helyen végzett a Partizani, miközben a kapus egy 30 éves rekordot megdöntve 1084 percen keresztül nem kapott gólt a bajnokságban. Teljesítményét elismerve 2015-ben az év játékosának is megválasztották Albániában, ráadásul miután Samir Ujkani koszovóira cserélte albán válogatottságát, a nemzeti tizenegybe is bekerült – igaz, csak harmadik számú kapusként.
A 2016–2017-es UEFA-bajnokok ligája selejtezőjének második fordulójában a Partizani a magyar bajnok Ferencvárossal találkozott. Az Albániában elért 1-1-es döntetlent követően a zöld-fehérek előnyösebb helyzetből várták a visszavágót, azonban a budapesti visszavágó is 1-1-es döntetlennel ért véget. A büntetőpárbaj során Hoxha előbb szemtelen módon talált Dibusz Dénes kapujába, majd a magyar csapat három játékosának a büntetőjét is hárította, továbbjuttatva csapatát.

### A válogatottban
Hoxha tagja volt az Európa-bajnoki albán keretnek, de csapata mind a három mérkőzését, sőt a selejtezőket is a padról nézte végig, kerettagsága három éve alatt mindössze egyetlen barátságos mérkőzésen védte a válogatott kapuját – és csereként beállva ott is csak 45 percet kapott.

## Sikerei, díjai
Dinamo Tirana
- Albán bajnok (2): 2007–08, 2009–10
- Albán kupadöntős (1): 2010–11
- Albán szuperkupadöntős (1): 2010